# Stanley Pons
Stanley Pons (ur. 1943 w Valdese, Karolina Północna), elektrochemik amerykański. 
Pracował na Uniwersytecie Southampton i Uniwersytecie Utah oraz w laboratoriach Technova Corporation (konkretnie w części IMRA) powiązanych z korporacją Toyota. Jest znany z kontrowersyjnej pracy badawczej nad zimną fuzją pod kierownictwem Martina Fleischmanna. Od 1999 roku mieszka na południu Francji.